# Weidlingbach
Weidlingbach är ett vattendrag i Österrike.   Det ligger i förbundslandet Niederösterreich, i den östra delen av landet, 11 km norr om huvudstaden Wien.
Runt Weidlingbach är det i huvudsak tätbebyggt. Runt Weidlingbach är det mycket tätbefolkat, med 3 623 invånare per kvadratkilometer.